# Orp-Jauche
Orp-Jauche (wallonisch Oû-Djåce) ist eine Gemeinde in der französischsprachigen Provinz Wallonisch-Brabant in Belgien. Sie besteht aus den sieben Ortsteilen Enines, Folx-les-Caves, Jandrain-Jandrenouille, Jauche, Marilles, Noduwez und Orp-le-Grand.

## Geographie
Orp-Jauche liegt in Wallonien im Osten der Provinz Wallonisch-Brabant, 30 Kilometer von der Provinzhauptstadt Wavre entfernt. Die Distanz zur belgischen Hauptstadt Brüssel beträgt etwa 50, die zu Nivelles, dem Hauptort des Arrondissements, 59 km.
Die angrenzenden Gemeinden sind Hélécine, Jodoigne und Ramillies in Wallonisch-Brabant, Hannut und Lincent in der Provinz Lüttich sowie Éghezée in der Provinz Namur.
Orp-Jauche liegt in den Tälern und angrenzenden Hängen der Petite Gette und ihrer Zuflüsse. Seine höchste Erhebung misst 150 m und befindet sich im Ortsteil Enines. Die heutige Gemeinde entstand durch Fusion von Enines, Folx-les-Caves, Jandrain-Jandrenouille, Jauche, Marilles, Noduwez und Orp-le-Grand am 1. Januar 1997. Zu Marilles gehört der Weiler Nodrenge, zu Noduwez der Weiler Libertange und zu Orp-le-Grand die beiden Weiler Orp-le-Petit und Maret. Jauche, Enines und Folx-les-Caves wurden bereits 1971 im Zuge einer ersten freiwilligen Gemeindefusion zusammengelegt.
Seit 1865 ist die Gemeinde über die Strecke zwischen Tamines und Landen an das Eisenbahnnetz angebunden. Das Straßennetz von Orp-Jauche erstreckt sich über 250 km. Dazu gehört auch ein Teil der Autobahn E40 von Brüssel nach Lüttich. 85 % der 50,5 km² Gemeindefläche dienen Ackerbau und Viehzucht. Die landwirtschaftlichen Betriebe haben eine mittlere Größe von 45 Hektar.

## Geschichte

### Enines
Der Name der Ortschaft Enines wurde in der Vergangenheit auch als Anines, Ayninne, Hennines oder Ennines geschrieben.
Die Gegend war schon in der Jungsteinzeit besiedelt. Im 19. Jahrhundert wurde hier eine Nekropole mit zahlreichen Gräbern entdeckt. Im Mittelalter gehörte Enines zur Bürgermeisterei Jandrain und war in ein bis drei Lehen aufgeteilt. Es unterstand der Abtei Fosses. Ende des 17. Jahrhunderts wurde es durch die Kriege Ludwigs XIV. stark in Mitleidenschaft gezogen.
Enines war und ist landwirtschaftlich geprägt. Bis etwa 1900 stand hier auf dem höchsten Hügel in der Umgebung eine Mühle. Mitte des 19. bis Ende des 20. Jahrhunderts nutzten die Bewohner die Qualitäts des Tons im Boden zur Herstellung von Dach- und Mauerziegeln.

### Folx-Les-Caves
Der Name der Ortschaft Folx-les-Caves stammt aus dem Lateinischen von fossa (Graben) oder fauces (Schlund, Abgrund) und bezieht sich auf die weitläufigen unterirdischen Höhlengänge in dieser Gegend. Er wurde in der Vergangenheit auch als Foul, Fool, Folz, Foulx oder Fooz geschrieben und zur Differenzierung mit Beinamen wie Foul en Brabant, Fooz de Jauche oder Folz-les-Caves versehen.
Das Dorf war bereits von den Franken besiedelt; ein fränkischer Friedhof wurde hier gefunden. Später gehörte es zur Bürgermeisterei Geest-Gérompont. Im 13. Jahrhundert lebte hier die eine Ritterfamilie mit dem Namen des Ortes, Foul. Die Abtei von Villers kaufte Grundstücke im Dorf und erwarb das Patronat der dortigen Kirche. Das bedeutendste Landgut gehörte dem Kapitel von Saint-Denis in Lüttich. Der Gutsherr von Jauche war zugleich der Anwalt des Kapitels. Er teilte sich die Justizausübung mit dem Herzog von Brabant. 1648 kaufte Guillaume de Cottereau, Baron von Jauche, den Anteil des Herzogs. Bei der Schlacht bei Ramillies 1706 wurde das Dorf von der französischen Artillerie schwer beschädigt.
Folx-les-Caves ist heute vor allem landwirtschaftlich geprägt. Im 19. und 20. Jahrhundert wurde hier Mergel gewonnen und Hanf gemahlen; es gab Sandgruben und Steinbrüche, eine Brauerei und eine Gerberei.

### Jandrain-Jandrenouille
Jandrain-Jandrenouille ist die flächenmäßig größte Ortschaft der Gemeinde. Ihr Name hat sich Lauf der Jahrhunderte mehrfach verändert. 855 trat erstmals die latinisierte Form von Gundrin, Gundrinium, auf. Weitere Varianten sind Jandren, Jandrine, Jangdraine und Jaindrain. Jandrenouille ist eine Verkleinerungsform von Jandrain; sie wurde auch als Jandrinul, Jandernoul oder Jandrignoule geschrieben. Der einstige Weiler Jauche-la-Marne, von dem nichts als ein Bauernhof und eine Mühle übrig sind, hieß einst Jauche-le-Male (das schlechte Jauche), Jauche-la-Mavayse oder Jauche-le-Maule, wie es noch heute auf Wallonisch genannt wird.
Schächte zur Aushebung von Feuerstein weisen darauf hin, dass die Gegend bereits in der Jungsteinzeit bewohnt war. 855 schenkte der fränkische Kaiser Lothar I. seinem Vasallen Ebroïn einige Güter des Dorfes Gundrin. Später gingen Jandrain und Jandrenouille in das Eigentum des Herzogs von Brabant über. In Jandrain hatte auch der Baron von Jauche gewisse Rechte. Jandrain wurde zur Bürgermeisterei, von der auch Jandrenouille, Marilles, Nodrenge und Enines abhingen. Die hohen Zinseinnahmen im 13. Jahrhundert deuten auf den damaligen Wohlstand Jandrains hin.
1334 litt Jandrain an den Folgen des Krieges zwischen Brabant und Lüttich. Der Gutsherr von Houffalize verwüstete es 1402. Ende des 15. Jhd. wurde es völlig zerstört. Zwischen 1689 und 1695 richteten die Kriege Ludwigs XIV. verheerenden Schaden an. Jandrenouille war davon 1693 betroffen.

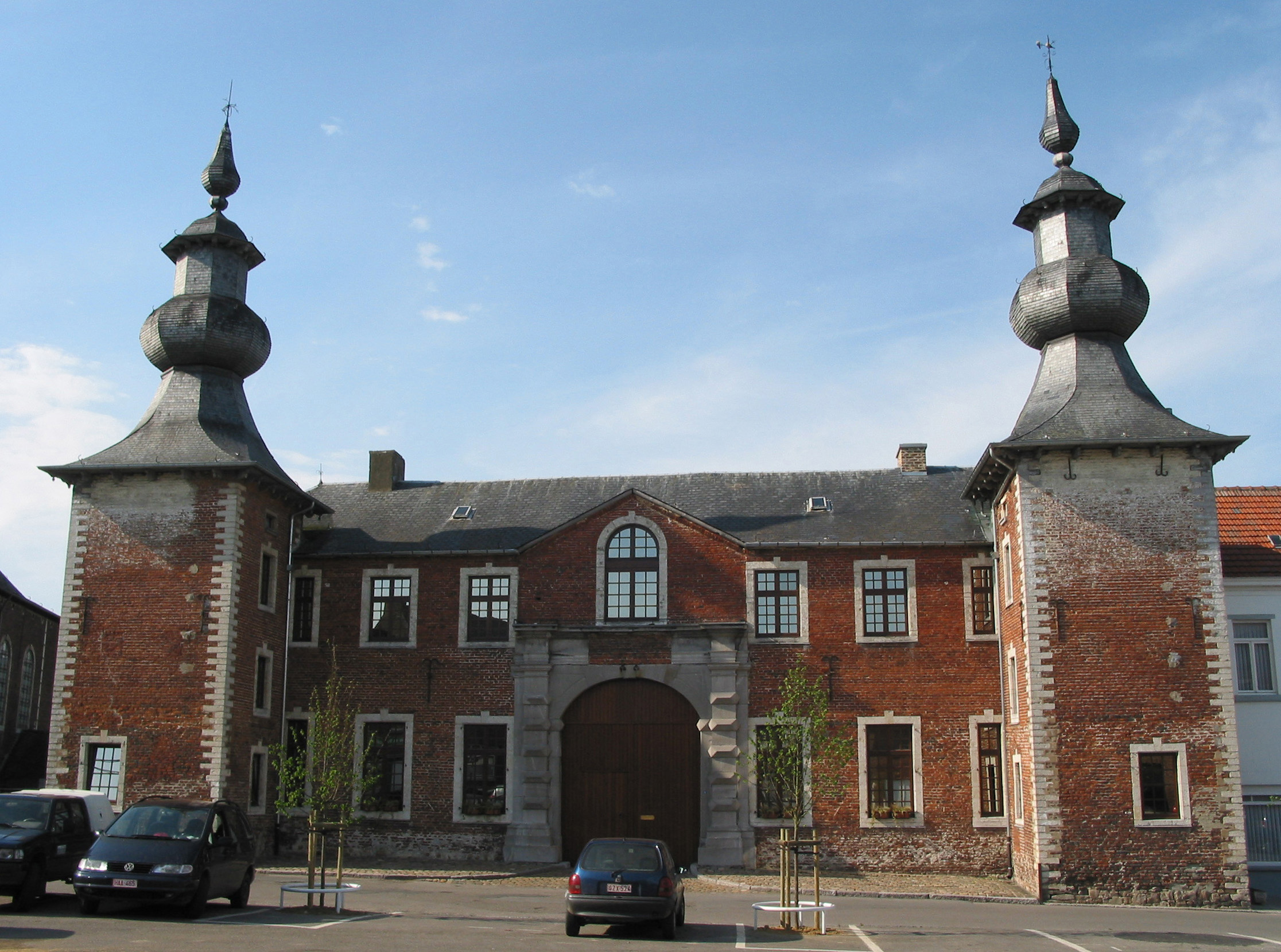
Eingangspavillon des ehemaligen Schlosses

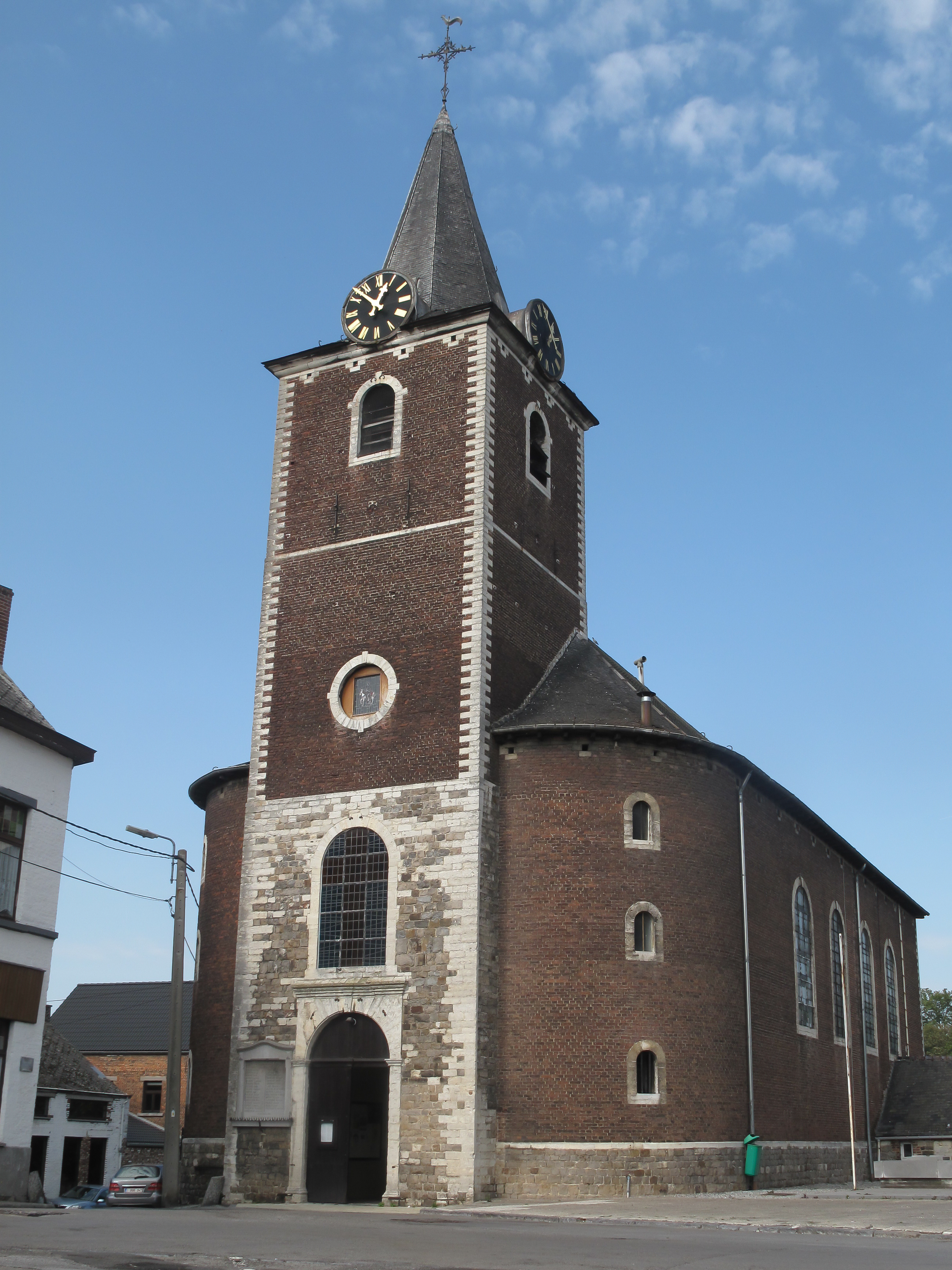
Jauche, Kirche

Seit Guillaume de Cottereau, Baron von Jauche, 1650 die Rechte der Herzöge von Brabant an Jandrain und Jandrenouille kaufte, hatten die beiden Dörfer ein gemeinsames Schicksal. Am 14. Juli 1812 wurden sie offiziell fusioniert.

### Jauche
Jauche hat seinen Namen nach dem Fluss, der es durchfließt. Dieser hat sich im Lauf der Zeiten geändert. Ältere Namen sind Gyaz, Jace, Jeace und Jauce. Mitunter wurde es Jauche-le-Grand genannt, um es von den Ortschaften Jauchelette und Petit-Jauche sowie dem zu Jandrain gehörigen Weiler Jauche-la-Marne zu unterscheiden.
Auf dem Gebiet von Jauche befand sich bis zur Zeit der Franken eine Nekropole. Hier wurden Gegenstände aus der Stein-, der Bronze- und der Eisenzeit gefunden.
Gegen 1100 wurde Jauche eine Baronie. Vier verschiedene Familien herrschten hier. Das Geschlecht de Jauche ließ das erste Feudalschloss errichten, welches 1183 vom Herzog von Brabant zerstört wurde. 1517 folgte die Familie de Cottereau, die ein Renaissanceschloss erbaute, dessen Eingangspavillon bis heute erhalten ist. 1756 fiel das Land an die Familie de Berlaymont de la Chapelle et du Saint-Empire und 1792 schließlich an das Geschlecht der Van der Meer. Neben der Baronie gab es noch drei weitere kleine Lehen auf dem Gebiet von Jauche: Pinchart, Malherbe und Vaulx. Obwohl Jauche Sitz einer Bürgermeisterei war, unterstand Mont-à-Jauche bis zum Beginn des 16. Jahrhunderts derjenigen von Jandrain.
Nach der Annexion an Frankreich 1795 wurde Jauche Hauptort eines Kantons im Department Dyle, der alle Dörfer der heutigen Gemeinde Orp-Jauche umfasste. 1801 wurde dieser wieder aufgelöst und durch den Kanton Jodoigne ersetzt.
Bis zum Beginn des 19. Jahrhunderts war Jauche vor allem landwirtschaftlich geprägt. Die dann einsetzende industrielle Entwicklung wurde durch den Bau der Eisenbahn Tamines-Landen 1865 begünstigt. Die wirtschaftliche Aktivität wurde geprägt von Kunstschmiedewerkstätten, einer Molkerei, die 1967 mit Danone fusionierte, einer von 1905 bis 1931 betriebenen Gasfabrik und einer Werkstatt für Metallkonstruktionen. Heute gibt es in Jauche eine Fabrik zur Herstellung von Foie gras (Stopfleber) und Magret de canard (Entenbrust) sowie eine weitere für Elektrogeräte.

### Marilles-Nodrenge

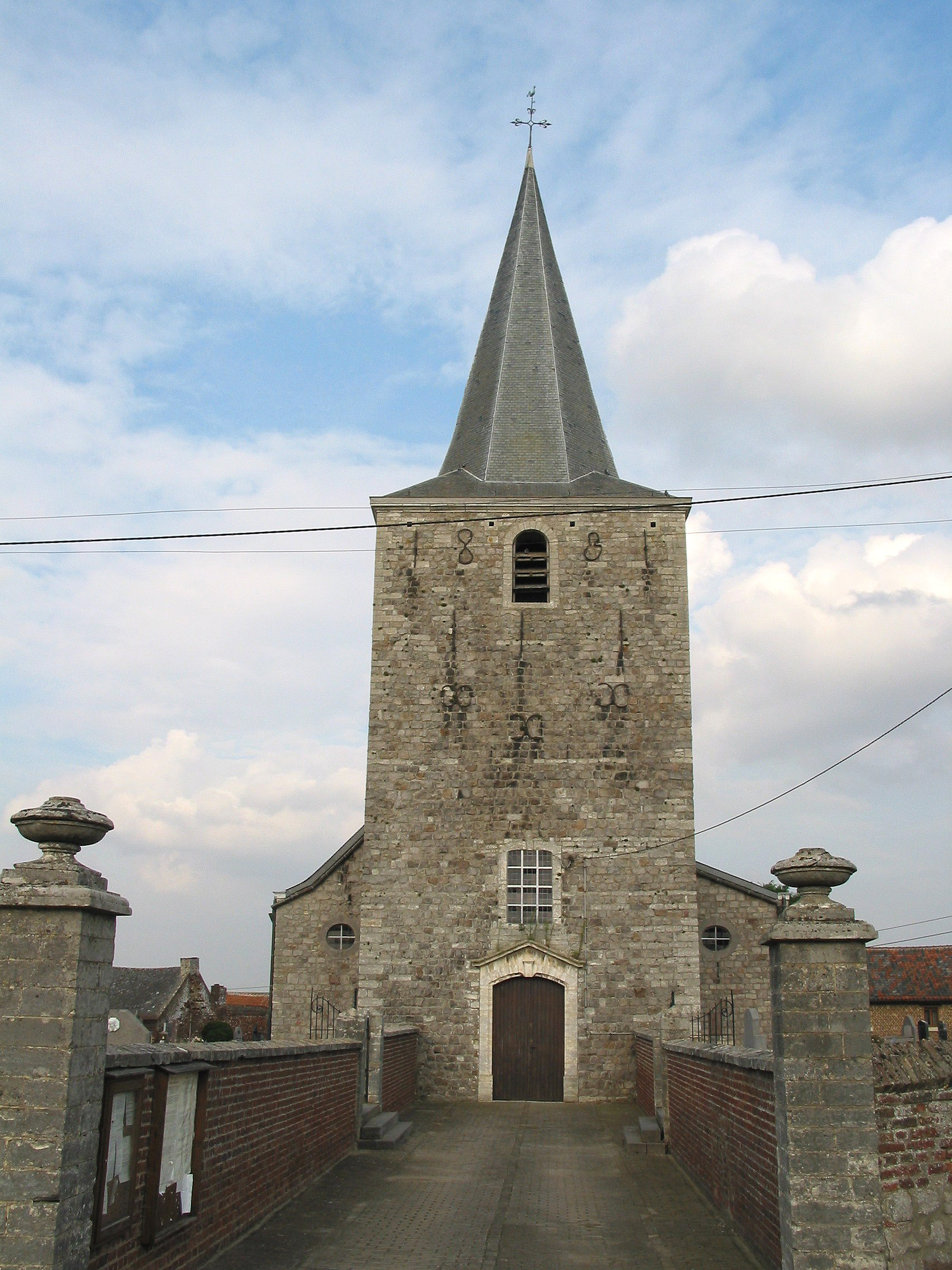
Martinskirche

Für den Ortsnamen Marilles existieren auch folgende Varianten: Maruiles, Mariles, Marioles und Marieles. Er leitet sich von marais, dem französischen Wort für Moor, ab. Der Name des zu Marilles gehörigen Weilers Nodrenge (niederl. Norderinghen) ist möglicherweise germanischen Ursprungs. Er wurde auch als Nordrenge, Nuadrenge oder Nordreinghe geschrieben.
Marilles und Nodrenge sind mindestens seit der Jungsteinzeit bewohnt. Hier wurden Münzen und ein Ziegelofen aus gallo-römischer Zeit und ein merowingischer Friedhof gefunden.
Zu Beginn des 12. Jhd. gehörte Marilles zum Herzogtum Brabant, Nodrenge zum Kapitel von Saint-Lambert in Lüttich, deren Verwalter die Baronen von Jauche waren. 1204, als auch Nodrenge den Herzögen von Brabant unterstand, gewährte Heinrich I. Marilles und Nodrenge einen Steuernachlass. Ende des 13. Jhd. wurde Marilles von der Bürgermeisterei Jandrain verwaltet.
Ende des 15. Jhd. wurde Marilles von Maximilian I. verwüstet und seine Kirche in Brand gesteckt. 1545 verringerte eine Pestepidemie die Bevölkerung. Das sowie Unruhen und Konflikte brachten die Einwohner 1582 dazu, das Dorf zu verlassen. Ein ähnliches Schicksal wie unter Maximilian I. erlitt Marilles 1635 durch die französisch-niederländische Armee und 1649 durch die Lothringer. 1650 wurden Marilles und Nodrenge zusammengelegt und hatten seither die gleichen Lehensherrn, die Familien Drouhot und Blondeel-Drouhot. Nach dem Anschluss an Frankreich 1795 wurde die Fusion bestätigt.
Einzige Wirtschaftsquelle in Marilles-Nodrenge war und ist der Ackerbau.

### Noduwez-Libertange
Noduwez (wallonisch Nodwé) wurde auch Nodoweiss, Nodues, Noduez, Noduvez, Nodeweez oder Nodewez geschrieben.
Der Name lässt sich von nowa bzw. nowe (Neu) und wez (Turm) ableiten und ist damit, ohne Zweifel, slawischen Ursprungs, z. B. Tschechisch věž, Polnisch wieża (Aleks Donskij).
Der Name lässt sich von noa bzw. noe (Grasland, Weide) und wez (Furt) ableiten. Der Weiler Libertange, auch erwähnt als Libretinges, Libertainnes, Libertenge und Libertignie, ist etymologisch das Haus von Libert.
Das Gebiet war seit der Jungsteinzeit bewohnt. Im 12. Jahrhundert gehörten Noduwez und Libertange zur Bürgermeisterei von Orp-le-Grand und unterstanden dem Herzog von Brabant. Zu Beginn des 13. Jahrhunderts gewährte dieser den Einwohnern Steuererleichterungen.
Mehrere Kriege wüteten in Noduwez. So wurde es am Vorabend des Sieges Philipps des Guten bei Montenaken 1466, durch die französisch-niederländische Armee 1635 und in den Kriegen Ludwigs XIV. Ende des 17. Jahrhunderts verwüstet. Zudem wütete hier 1597 die Pest.
Das Dorf war und ist landwirtschaftlich geprägt. Im 19. Jahrhundert bis 1910 etablierte sich hier zusätzlich die häusliche Weberei.

### Orp-Le-Grand

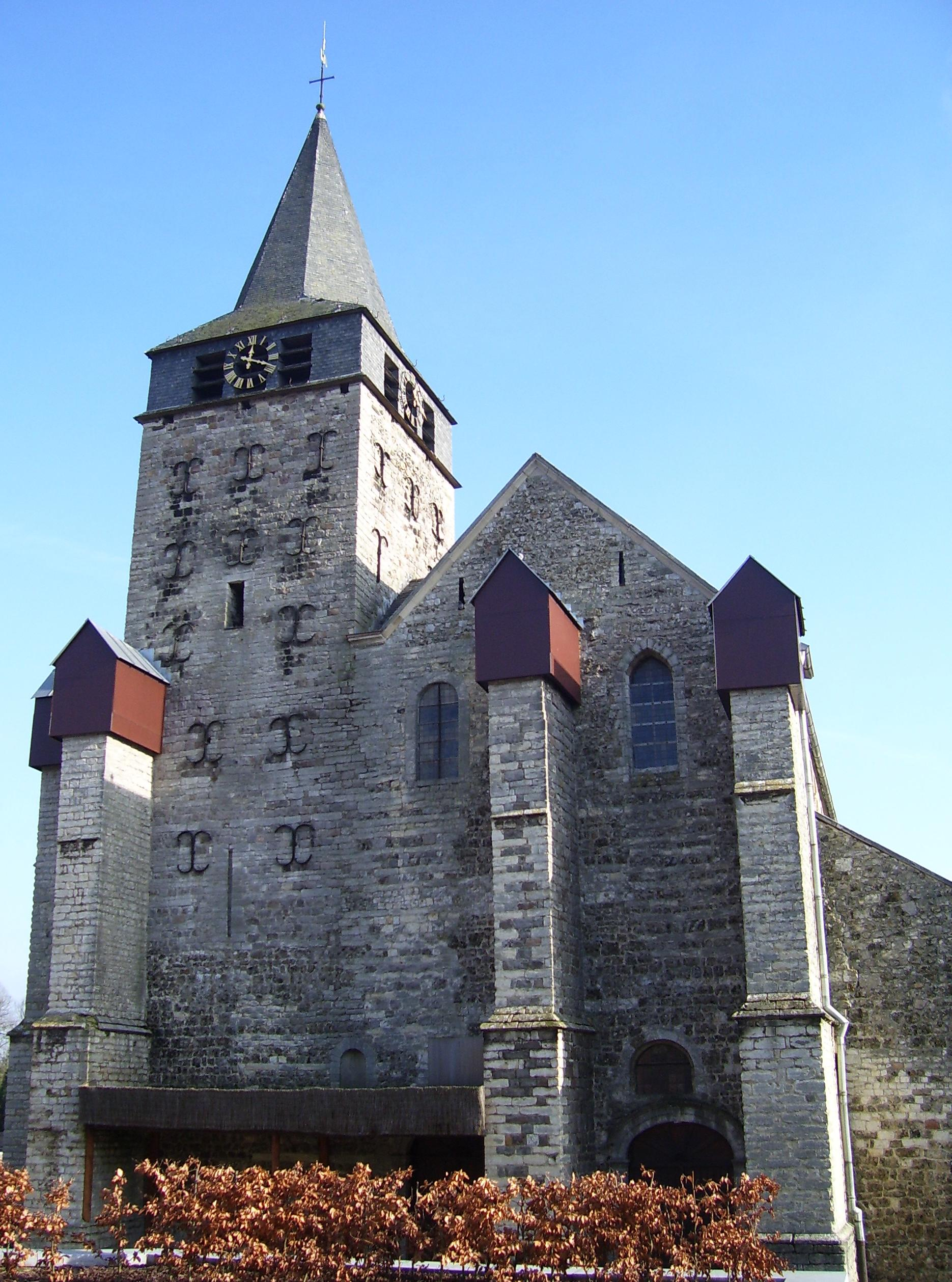
Martin und Adele geweihte Kirche in Orp-le-Grand

Orp, die spätere Gemeinde Orp-le-Grand, teilt sich in das Dorf Orp-le-Grand und die Weiler Orp-le-Petit und Maret. Ältere Bezeichnungen für Orp waren Hadorp, Adorp, Auendorp, Adorp, Hardorp, Aorb oder Aorp. Der Name leitete sich von dem flämischen Ausdruck ald-dorp oder oud-dorp für „altes Dorf“ ab. Das Dorf und der Weiler wurden durch ein beschreibendes Namensanhängsel als Orp-le-Grand (Groß-Orp) und Orp-le-Petit (Klein-Orp) unterschieden. Der Name des Weilers Maret leitet sich möglicherweise von lateinisch marescum (Moor) ab. Im Laufe der Jahrhunderte traten auch folgende Varianten auf: Mareys, Mares, Maresch, Marez, Marex und Maretz.
Die vorgeschichtlichen Funde in der Gegend von Orp weisen bis ins Jungpaläolithikum zurück: Es wurde ein Lagerplatz aus dem Magdalénien (etwa 12 000 v. Chr.) ausgegraben.
Zur Zeit der Franken wurde im 7. Jhd. die heilige Adele, eine Adlige aus dem Hespengau, die in Nivelles in den Orden eingetreten war, nach Orp geschickt. Sie errichtete hier ein Kloster und eine Kirche in Orp-le-Grand. Dorthin zog sich Chalpaida, Friedelfrau Pippins des Mittleren und Mutter Karl Martells im Alter zurück.
Orp unterstand den Herzögen von Brabant. 1204 befreite Heinrich I. die Ortschaft von ihren hohen Steuern. Gegen 1300 wurde Orp-le-Grand eine Bürgermeisterei, der auch Orp-le-Petit, Maret, Noduwez, Libertange, Lincent, Linsmeau, Hampteau (Op-Heylissem) und Pellaines unterstanden. 1372 schließlich bekam Orp noch mehr Freiheiten und wurde zur Franke ville d'Orp (freien Stadt Orp).
Auch Orp blieb nicht von Kriegen und Krankheiten verschont. 1356 wurde es im Krieg zwischen dem Grafen von Namur und dem Bischof von Lüttich gegen den Herzog von Brabant verwüstet. 1485 wurde es geplündert. 1577 brach die Pest aus. 1637 wurde es in Brand gesetzt. Ende des 17. Jhd. wüteten auch in Orp die Truppen Ludwigs XIV. Im 18. Jhd. trieb die räuberische Bande der Vinckaerts hier ihr Unwesen, bis sie 1754 gehängt wurden.
1795 wurden Orp-le-Grand, Orp-le-Petit und Maret zur Gemeinde Orp-le-Grand zusammengeschlossen. Ihre Einwohner boten 1830 Charles Rogier und seinen Lütticher Revolutionären Essen und Unterkunft, als sie sich auf dem Weg nach Brüssel befanden. Dafür erhielten sie eine Fahne in den Farben der Lütticher Provinz, die noch heute im Ratssaal aufbewahrt wird.
Bis Mitte des 19. Jhd. war Orp-le-Grand landwirtschaftlich geprägt. Mit der Eröffnung der Bahnlinie zwischen Landen und Tamines 1865 gediehen Industrie und Handel im Ort. Eine Zuckerfabrik, ein Zementwerk, eine Ziegelei, Gießereien und Werkstätten zum Bau von Landmaschinen sowie kleinere mechanische Werkstätten entstanden. Nach dem Zweiten Weltkrieg schlossen fast alle Fabriken und die Landwirtschaft wurde wieder dominant.

### Einwohnerentwicklung
Seit 1989 stieg die Einwohnerzahl von Orp-Jauche. Von den 7400 Einwohnern zu Beginn des 2. Jahrtausends wohnte ungefähr die Hälfte in den beiden Ortsteilen mit industrieller Vergangenheit, Jauche und Orp-le-Grand. Die folgende Tabelle gibt eine Übersicht über die Bevölkerungsentwicklung seit 2002; Stichtag ist jeweils der 1. Januar.
| Jahr | Einwohnerzahl |
| ---- | ------------- |
| 1989 | 6303          |
| 1990 | 6371          |
| 1991 | 6514          |
| 1992 | 6595          |
| 1993 | 6714          |
| 1994 | 6802          |
| 1995 | 6965          |
| 1996 | 7120          |
| 1997 | 7199          |

| Jahr | Einwohnerzahl |
| ---- | ------------- |
| 1998 | 7273          |
| 1999 | 7320          |
| 2000 | 7437          |
| 2001 | 7426          |
| 2002 | 7509          |
| 2003 | 7615          |
| 2004 | 7667          |
| 2005 | 7780          |
| 2006 | 7871          |

## Politik

### Gemeinderat
Der Gemeinderat (Conseil Communal) von Orp-Jauche hat 19 Mitglieder; aus ihm heraus wird das Collège mit dem Bürgermeister und vier Schöffen (Echevins) gebildet. Die Gemeinde wird von einer Koalition aus der sozialistischen PS und der liberalen LB regiert.

### Bürgermeister
1971 wurde Willy Ghenne, bis dahin Bürgermeister (Bourgmestre) von Jauche, Bürgermeister der aus Enines, Folx-les-Caves und Jauche fusionierten Gemeinde. Jandrain-Jandrenouille, Marilles, Noduwez-Libertange und Orp-le-Grand blieben noch bis 1977 selbständig. Dann übernahm Freddy Bronkaert, der Bürgermeister von Orp-le-Grand, das Amt für Orp-Jauche.
Die folgende Tabelle listet die Bürgermeister der Gemeinde Orp-Jauche ab 1977 auf.
| Jahr      | Bürgermeister    |
| --------- | ---------------- |
| 1977–1983 | Freddy Bronkaert |
| 1983–1986 | André Stas       |
| 1986–1993 | Willy Ghenne     |
| 1993–1995 | Arnold Deville   |
| 1995–2006 | Jean Pirsoul     |
| seit 2006 | Hugues Ghenne    |

### Wappen
Orp-Jauche führt ein Gemeindewappen. Der Wappenschild in der Form eines modernen Franzosenschildes ist von blau und rot gespalten. Er zeigt vorn einen steigenden goldenen Löwen und ist hinten durch ein goldenes Band geteilt.